# Joonas Kylmäkorpi
Joonas Kylmäkorpi, född 14 februari 1980 i Stockholm, är en finländsk speedwayförare. Han har tidigare kört för klubbar som Kaparna, Rospiggarna och Västervik Speedway men kör sedan 2011–2013) för indianernaoch 2014- kör han för dackarna i Sverige. Han har kört för Lakeside Hammers i England men kör sedan 2010 för Eastbourne Eagles. Han kör även för RKM Rybnik i Polen. Han är även expert på långbanor.

## Karriär

### Sverige
- Västervik Speedway 2010

- Indianerna  2011–

### England
- Lakeside Hammers  2006–2009

- Eastbourne Eagles  2001, 2003–2004, 2010–

### Polen
- RKM Rybnik 2010–

- Wybrzeże Gdańsk 2009

- Lublin 2005–2008